# Sunbather
Sunbather — второй студийный альбом американской блэкгейз-группы Deafheaven. После выпуска их дебютной пластинки Roads to Judah тогдашняя группа из двух человек, состоящая из Джорджа Кларка и Керри МакКоя, начала работу над Sunbather на лейбле Deathwish и записала его за несколько дней в январе 2013 года. В процессе записи появился третий участник — барабанщик Дэн Трейси, который впоследствии стал постоянным членом группы. Альбом был записан в студии звукозаписи Atomic Garden Studio, принадлежащей Джеку Ширли, который долгое время был продюсером группы.
Sunbather был выпущен в июне 2013 года и получил всеобщее признание критиков, а Metacritic признал его «лучшим рецензируемым крупным альбомом» года.
Альбом дебютировал на 130 месте в чарте Billboard 200 и под номером 10 в чарте Hard Rock Albums; было продано 3720 копий за первую неделю в США. По состоянию на апрель 2014 года в США было продано более 30 000 копий альбома.

## Список композиций
| №                   | Название            | Длительность |
| ------------------- | ------------------- | ------------ |
| 1.                  | «Dream House»       | 9:15         |
| 2.                  | «Irresistible»      | 3:13         |
| 3.                  | «Sunbather»         | 10:17        |
| 4.                  | «Please Remember»   | 6:26         |
| 5.                  | «Vertigo»           | 14:37        |
| 6.                  | «Windows»           | 4:43         |
| 7.                  | «The Pecan Tree»    | 11:27        |
| Общая длительность: | Общая длительность: | 59:58        |

| №  | Название                             | Длительность |
| -- | ------------------------------------ | ------------ |
| 8. | «Punk Rock / Cody» (кавер на Mogwai) | 10:37        |

## Участники записи

### Deafheaven
- Джордж Кларк — вокал, фортепиано
- Керри МакКой[англ.] — гитара, бас-гитара
- Дэниел Трейси — ударные

### Приглашённые музыканты
- Стефан «Neige» По (Alcest) — художественная декламация на «Please Remember»

### Запись
- Deafheaven — продюсирование
- Джек Ширли — запись, продюсирование, редактирование, сведение, мастеринг

### Дизайн
- Райан Эйлсворт — фотография
- Сара Мор — дизайн
- Ник Стейнхардт (Touché Amoré) — дизайн